# Frauen in der Chirurgie

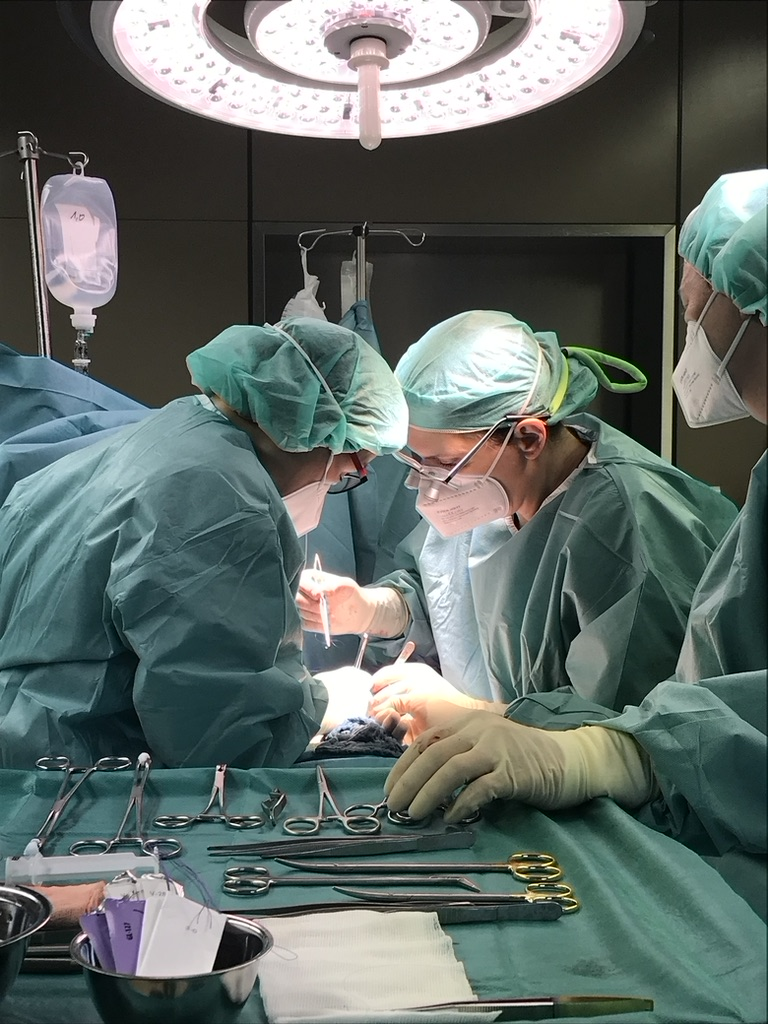
Chirurginnen bei einer gefäßchirurgischen Operation, 2022

Frauen in der Chirurgie beschreibt das Wirken von chirurgisch tätigen Frauen als Heilkundige, Hebammen und Ärztinnen in Geschichte und Gegenwart. Obwohl Frauen viele Jahrhunderte lang gar nicht oder nur als Randerscheinung eines männlich dominierten Wirkungsfeldes wahrgenommen wurden und ihr Schaffen verboten oder eingeschränkt wurde, waren Frauen seit der Antike chirurgisch tätig. Im 4. Jahrhundert entwickelte Aspasia innovative chirurgische Techniken. Im Mittelalter wurde Frauen das Medizinstudium zumeist verwehrt, jedoch gab es Studienmöglichkeiten wie für die Frauen von Salerno.
Als Frauen im 19. Jahrhundert in Deutschland der Zugang zum Gymnasium ermöglicht wurde, sie somit durch den Abschluss und eine Gesetzesänderung die Möglichkeit zu studieren bekamen, nahmen die ersten Frauen ein Medizinstudium auf. Sie folgten damit anderen Frauen, denen dies in anderen Ländern zuvor schon ermöglicht worden war. Inzwischen stellen Frauen in vielen Ländern mehr als 50 Prozent der Studierenden der Medizinstudiengänge, sind jedoch im chirurgischen Bereich unterrepräsentiert und stellen auch nur einen kleinen Teil der Führungskräfte.

## Geschichte

### Antike bis 18. Jahrhundert
Weibliche Ärzte gab es bereits in der Antike und im Mittelalter. Schon in der Antike waren Frauen auch chirurgisch tätig. Bekannt ist Aspasia, eine gynäkologisch tätige Ärztin des 4. Jahrhunderts, deren innovative chirurgische Techniken ausführlich von Aetius von Amida dargestellt wurden, und der ihre Operationsmethodik von (schwangerschaftsbedingten) Hämorrhoiden übernahm. Er sah sie als Genie im Bereich der Medizin an.
Nicht nur anhand von Schriften kann auf das frühe Wirken von Chirurginnen geschlossen werden. Auch Grabbeigaben wie Armreife oder Gewandspangen, die zusätzlich zum chirurgischen Instrumentarium beigefügt wurden, zeugen von deren Schaffen während der Antike. So wurden in Köln 16 Arztgräber aus der Zeit des Römischen Reiches gefunden, darunter das einer Chirurgin, die wohl im 3. Jahrhundert praktizierte. Bei einer in Vindonissa verstorbenen Frau wurden zwei Skalpelle, zwei Spatelsonden, eine Pinzette sowie eine Salben- oder Medikamentenbüchse an Grabbeigaben entdeckt, die auf ihr Wirken als Ärztin und Chirurgin schließen lassen. Anhand von Schriften und anthropologisch untersuchten Gräbern, die medizinische Grabbeigaben aufwiesen, wird der Frauenanteil an der Ärzteschaft der Antike auf ungefähr fünf Prozent geschätzt.

Die um 620 in Arabien geborene Rufaida al-Aslamiya war die Tochter des Arztes Saʿd al-Aslami und gehörte dem Klan Bani Aslam des Stammes der Banu Chazradsch an. Sie wird als die erste professionelle Krankenschwester und erste weibliche Chirurgin des Islam angesehen.  Sie bildete andere Frauen zu Pflegerinnen aus, unter diesen auch zwei Frauen des islamischen Propheten Mohammed, wie Aischa bint Abi Bakr. Rufaida al-Aslamiya arbeitete während einiger Schlachten in Feldlazaretten und soll dort Verwundete operiert haben. Ihre Fähigkeiten waren derart geschätzt, dass für sie ein Kopfgeld in gleicher Höhe wie für einen Soldaten, der im Kampf kämpfte, ausgelobt war.
Die Medizin wurde im frühen europäischen Mittelalter fast nur von Mönchen praktiziert. Da jedoch kirchliche Mediziner den Umgang mit Blut ablehnten, wurde die Chirurgie als nicht zur Medizin gehörig betrachtet und in den Betätigungsbereich von Badern und Frauen gegeben. Die chirurgische Betätigung im Mittelalter war ein Lehrberuf, den Frauen und Männer ohne akademisches Studium ausüben konnten (siehe auch Handwerkschirurg). Im 15. bis ins 18. Jahrhundert gehörten zu den Tätigkeiten der Chirurgen und Wundärzte das Heilen von Wunden, Prellungen, Quetschungen, Schwellungen, Geschwülsten, Hautkrankheiten und Geschwüren sowie das Trepanieren, Schneiden, Kauterisation sowie die Amputation von Gliedmaßen. Gleichzeitig wurde die Tätigkeit durch die nur äußerliche Anwendung von Arzneimitteln definiert, wie etwa die Behandlung mit Pflastern oder Kataplasmen sowie die Behandlung von Geschlechtskrankheiten. Es gab große Überschneidungen mit der Arbeit des Arztes und Abgrenzungsstreitigkeiten untereinander, da die Grenzen der Behandlung fließend waren. Die chirurgische Tätigkeit kam zu einer bestimmten Zeit dem heutigen Begriff des Allgemeinmediziners am nächsten. Medizinisch und chirurgisch kundige Frauen versorgten (auch ohne Lizenz) Wunden, führten Operationen durch, behandelten Hautkrankheiten und entbanden mit Hebammen Schwangere per Kaiserschnitt, um wenigstens das Kind bis zur Taufe am Leben zu erhalten.
Frauen gehörten auch der frühen Organisation der Bader an, entweder durch eine Lehrlingsausbildung oder als Angehörige eines Familienmitglieds, das diese Tätigkeit ausübte. So übernahmen Töchter und Witwen von Apothekern und Badern häufig das ansonsten meist von Männern ausgeübte Gewerbe. Frauen gehörten auch Zünften von höher als Bader rangierenden Chirurgen an. Eine Liste der Ärzte des mittelalterlichen England führte sieben Frauen auf, darunter Katherine „la surgiene“ im Jahr 1286, deren Vater und Bruder Chirurgen waren. In Irland wurde 1446 zur Förderung und Ausübung der chirurgischen Kunst die Gilde von St. Maria Magdalena in Dublin gegründet, der Frauen und Männer angehörten. Unter Heinrich VIII. mussten alle Ärzte mit Ausnahme der Absolventen von Oxford und Cambridge durch die Bischöfe lizenziert werden.
Nach einer ersten Gruppe von 72 Chirurgen, die 1514 vom Erzbischof von Canterbury zugelassen wurden, ignorierten die meisten praktizierenden Ärzte die Vorschriften. Von den 850 Lizenzen, die die Erzbischöfe von Canterbury zwischen 1580 und 1775 erteilten, wurden nur sieben für Frauen erteilt: im Jahr 1613 erhielten Anne Hubbard aus Norfolk und Eleanor Woodhouse aus Shoreditch die Zulassung zur Ausübung der Chirurgie, 1620 Catherine Greene, die Frau des Pfarrers von Royston in Hertfordshire für Medizin, die Frau eines Tuchmachers Alice Blower für Chirurgie, 1685 Jane Pernell aus Southwark für Chirurgie, 1687 Elizabeth Wheatland aus Winchester für Medizin und Chirurgie und 1696 Mary Rose of Portsmouth. Die meisten Frauen arbeiteten weiterhin ohne Lizenz und leisteten medizinische, chirurgische, Hebammen- und Krankenpflegedienste für die Gemeinschaft sowie „bone-setting“ (Knochen- und Gelenkeinrichtung, Reposition von Knochen), insbesondere für die Armen, die sich keinen Arzt leisten konnten.
In Italien, wo in einigen Städten, in denen Wundärzte unter Aufsicht einer medizinischen Fakultät standen, war es Frauen möglich, eine zum Ausüben der Chirurgie erforderliche Lizenz zu erhalten. So besuchten im frühen 14. Jahrhundert auch Frauen die Schule von Salerno, um eine medizinische Ausbildung zu erhalten. In einem Zeitraum von 35 Jahren wurden 18 Lizenzen zum Praktizieren von Chirurgie für Frauen ausgestellt, verglichen mit 3.000 für Männer. Im Jahr 1321 oder 1322 erhielt Francisca de Romana, die der Schule der Frauen von Salerno entstammte, ihre Approbation als Chirurgin vom Herzog Karl von Kalabrien. Im Königreich Neapel wurde vom Beginn des 14. Jahrhunderts siebzehn weiteren Frauen nach einem Examen vor dem Hofchirurgen Lizenzen zur Berufsausübung als Chirurginnen verliehen. Der Großteil von Frauen als auch von Männern arbeitete zu dieser Zeit allerdings ohne Lizenz medizinisch und chirurgisch. Bereits 1220 gab es in Paris ein Gesetz, das nur unverheirateten Männern, die ein Medizinstudium absolviert hatten, eine Tätigkeit als Arzt erlaubte. In Frankreich waren dennoch viele Frauen chirurgisch tätig, trotz eines königlichen Edikts von 1313, das Frauen die Ausübung der Chirurgie in Paris verbot, jedoch nur, wenn sie nicht von einer kompetenten Jury legitimiert worden sind. Im Falle der Entdeckung drohten ihnen Exkommunikation, Geldstrafen und Berufsverbot. Im Jahr 1322< standen eine Frau namens Jacoba Felicie sowie weitere Frauen in Paris wegen unerlaubter ärztlicher Tätigkeit vor Gericht, unter anderem die Wundärztin bzw. Chirurgin Margarete von Ypern. 1484 schließlich verloren Frauen, mit Ausnahme der Witwen von Chirurgen, generell das Recht, Chirurgie auszuüben, und im Jahr 1694 wurde es auch für diese verboten. Als Ausnahme bekannt wurde die französische Chirurgin Magistra Hersend, die Ludwig IX. von Frankreich als königliche Leibärztin diente und ihn ab 1249 auf seinem 6. Kreuzzug als medizinische Beraterin  der Armee begleitete. Zu ihren Aufgaben gehörte auch die medizinische Betreuung der weiblichen Gefolgschaft sowie insbesondere der schwangeren Königin Margarete von der Provence.
Der französische Chirurg Ambroise Paré (1510–1590) trug dazu bei, dass die Geburtshilfe als Disziplin der wissenschaftlichen Medizin eingestuft wurde. Mit Marie Louise Bourgeois (1563–1636) nahm die Zeit, in der Hebammen an Sektionen teilnahmen und in Anatomie bewandert waren, ihren Anfang.
Aus der Schweiz wurde die Hebamme und Wundärztin (16. bis 17. Jahrhundert) Marie Colinet bekannt, die ab 1603 unter anderem Kaiserschnitte erfolgreich durchführte, Knochenbrüche behandelte und 1624 als erstes einen Magneten erfolgreich benutzte, um metallische Fremdkörper aus der Hornhaut des Auge eines Patienten zu extrahieren. Sie gilt als Erfinderin der Magnetextraktion metallischer Fremdkörper aus dem Auge.

### 19. und 20. Jahrhundert

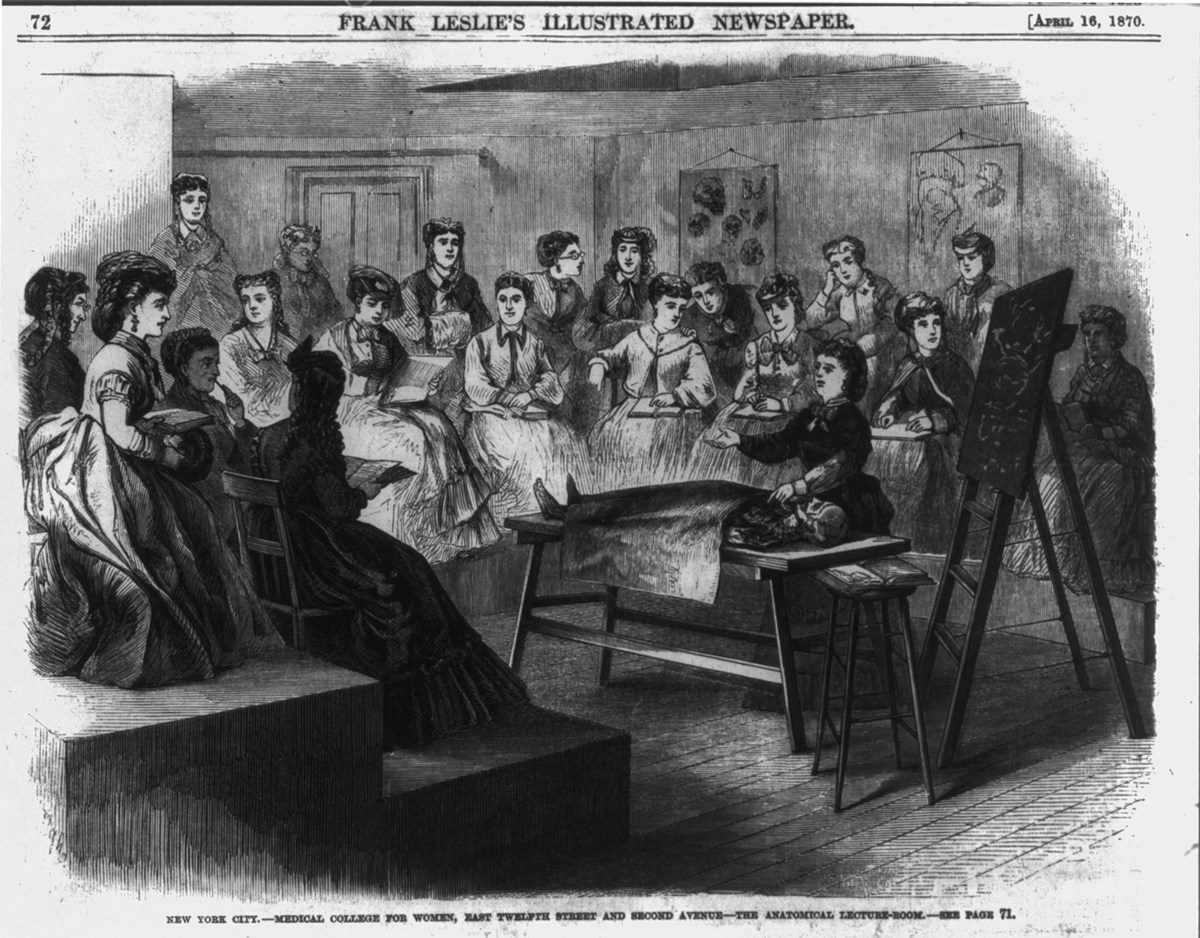
Anatomiehörsaal im Women’s Medical College of the New York Infirmary, 1870

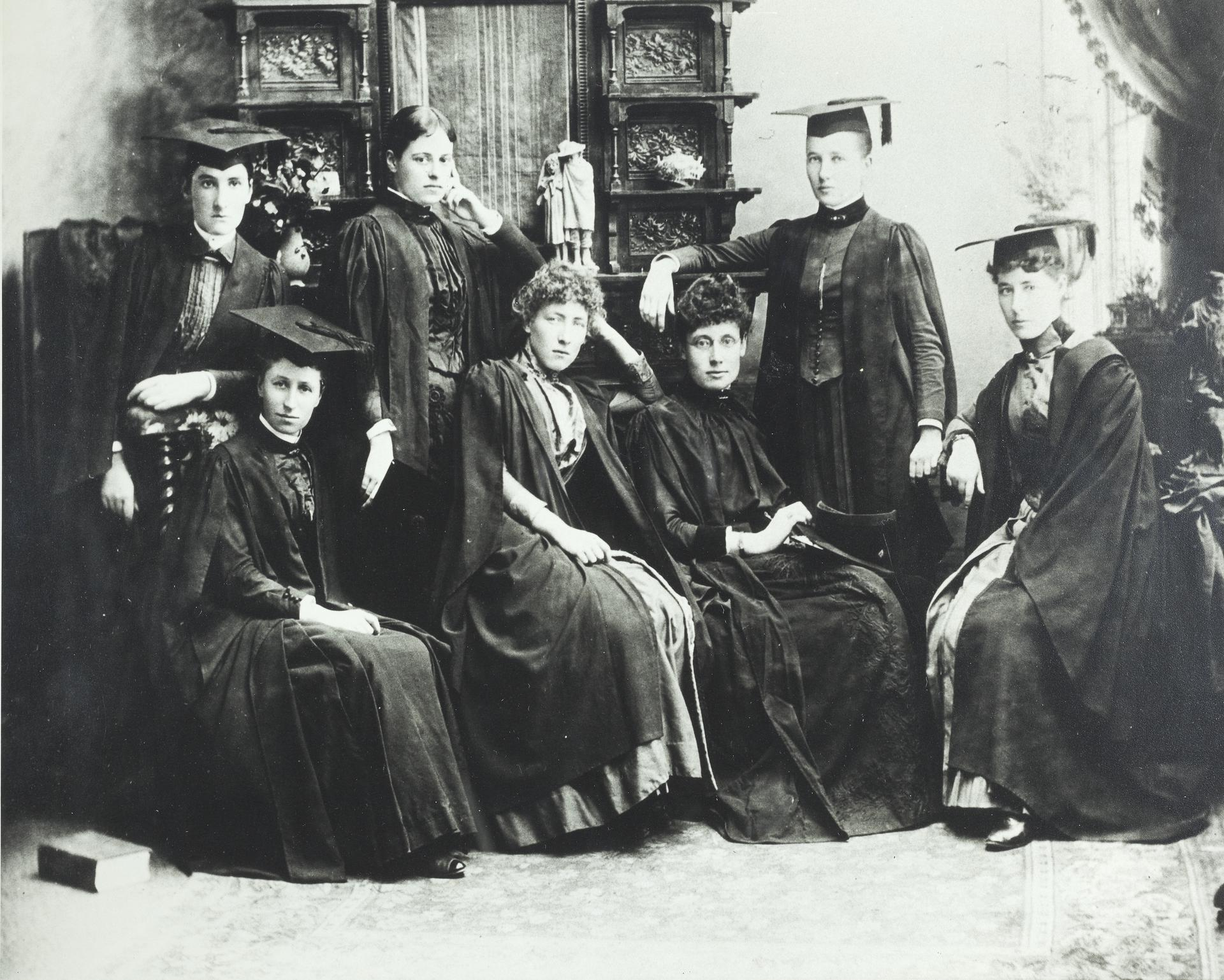
Die ersten Medizinstudentinnen an der Universität von Melbourne: Clara Stone, Margaret Whyte (oder White), Grace Vale, Elizabeth O’Hara, Helen Sexton, Lilian Alexander, Annie O’Hara, 1887

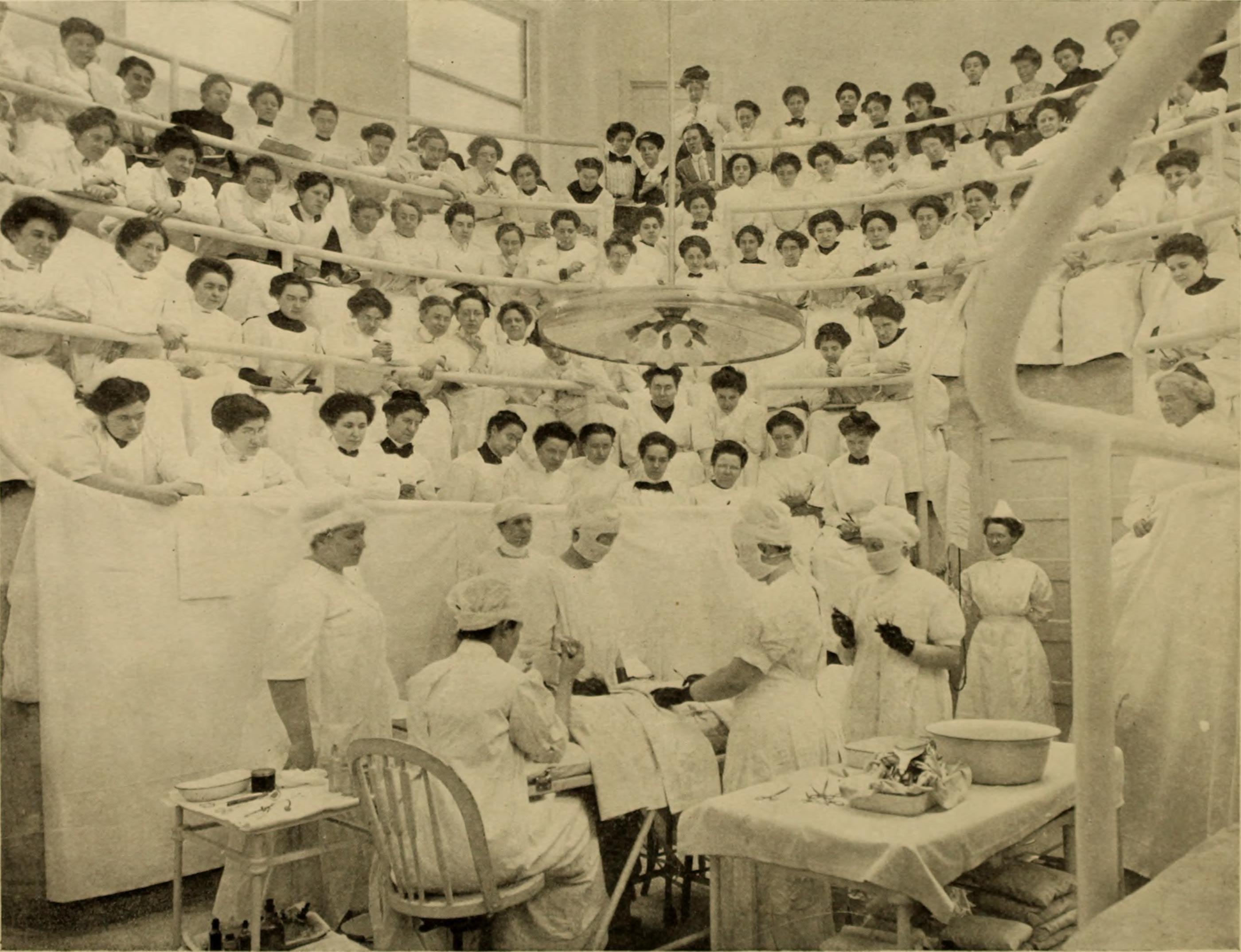
Medizinstudentinnen des Woman's Medical College of Pennsylvania, 1911

Vorreiter des Frauenstudiums waren seit 1830 die privaten Women’s Colleges in den USA mit der Ermöglichung eines Studiums auch für Frauen. Die Schweiz ließ ab 1840 Gasthörerinnen zu Vorlesungen zu. In Russland konnten Frauen ab den 1850er Jahren Vorlesungen besuchen. In Deutschland wurde es Frauen 1893 möglich, Gymnasialkurse zu besuchen.
Viele Frauen, die Medizin studieren wollten, wichen auf Institutionen im Ausland auf, wenn es ihrem Heimatland nicht möglich war. Zum Medizinstudium zugelassen wurden Frauen in den USA um 1850. Das Boston Female Medical College nahm im Jahr 1848 mit zwölf Studentinnen und zwei Dozenten den Betrieb auf. Der Gründer Samuel Gregory hielt es für „unnatürlich“, dass männliche Ärzte Frauen während der Geburt betreuten. Innerhalb weniger Jahre expandierte die Einrichtung über die Hebammentätigkeit hinaus und entwickelte sich zum New England Female Medical College. Das 1850 gegründete Woman’s Medical College of Pennsylvania (WMCP) war die erste amerikanische medizinische Hochschule, die Frauen ermöglichte, einen Doktortitel in Medizin zu erwerben. Elizabeth Blackwell (1821–1910), die 1849 als erste US-amerikanische Ärztin ihren Abschluss am Geneva Medical College nur machen konnte, weil die männlichen Studenten ihrer Aufnahme zustimmten, baute 1857 gemeinsam mit zwei weiteren Ärztinnen (ihrer Schwester Emily (1826–1910) und Marie Zakrzewska (1829–1902)) das Women’s Medical College of the New York Infirmary auf. Begünstigt durch die aufkommende Feminismusbewegung entstanden zwischen 1850 und 1895 in den Vereinigten Staaten fast 20 medizinische Fakultäten für Frauen. Bis 1910 hatten nur noch zwei davon Bestand, was teilweise auf die Aufnahme von Frauen an den ehemals rein männlichen medizinischen Fakultäten zurückzuführen war.
Auch in anderen Ländern konnten Frauen Medizin studieren: in Frankreich 1863, in der Schweiz 1864 (in den 1860er und 1870er Jahren wurden Frauen in Zürich, Bern, Genf, Lausanne und Neuenburg zu Studium und Examen zugelassen, schließlich in Basel ab 1890), in Schweden 1870, in England 1874, in Dänemark 1875 und in den Niederlanden 1878. In Australien wurden erstmals 1887 Frauen an der medizinischen Fakultät der University of Melbourne aufgenommen. In Griechenland konnten Frauen ab 1890 und in Österreich-Ungarn ab 1897 Medizin studieren. Ab dem 20. April 1899 wurden Frauen auf Beschluss des Deutschen Bundesrats zu den Staatsexamina in Medizin, Zahnmedizin und Pharmazie zugelassen, sofern sie im Ausland, wie der Schweiz, die notwendigen Voraussetzungen erworben hatten. Eine Ausnahme bildete Dorothea Christiane Erxleben (1715–1762), die 1754 unter Sonderbedingungen in Halle ihre Promotion ablegen durfte und die erste promovierte deutsche Ärztin war. In Russland konnten Frauen ab 1876 Medizin studieren, bevor es ihnen von 1881 bis 1905 erneut verboten wurde.
Im Jahr 1864 erwarb Rebecca Lee Crumpler als erste afroamerikanische Frau in den Vereinigten Staaten nach ihrer Ausbildung am New England Female Medical College in Boston den Titel Doktor der Medizin. Frauen, die sich im 19. und 20. Jahrhundert der Chirurgie verschrieben, waren unter anderem Elizabeth Garrett Anderson (1836–1917), Franziska Tiburtius (1843–1927), Mary Scharlieb (1845–1930) oder Agnes Hacker (1860–1909). Ab 1863 war die amerikanische Ärztin Mary Edwards Walker offiziell als Militärchirurgin tätig. Margaret Chung (1889–1959) konnte als erste Sinoamerikanerin in Kalifornien Medizin studieren. Sie arbeitete später als Chirurgin in Los Angeles, behandelte Hollywood-Künstler und kümmerte sich unentgeltlich um junge Navy-Soldaten.
Elisabeth Winterhalter (1856–1952) gilt als erste Chirurgin Deutschlands. Sie legte 1889 das schweizerische Staatsexamen der Medizin ab und nahm 1895 in Frankfurt als erste Ärztin eine Laparotomie (Bauchschnitt) vor. Nachdem ab 1902 in Deutschland die Möglichkeit bestand, ein Staatsexamen abzulegen, wurde sie im Alter von 47 Jahren approbiert. Winterhalter machte sich für Frauenbildung stark, indem sie sich ab 1898 an der Gründung einer Ortsgruppe des Vereins Frauenbildung – Frauenstudium beteiligte, kurz danach den zweiten Vorsitz des Gesamtvereins übernahm und 1901 Mitgründerin des ersten „Realgymnasialkurses für Mädchen“ war. Mit Ida Democh-Maurmeier folgte ihr die erste approbierte Ärztin, die nach der Gesetzesänderung am 18. März 1901 als erste deutsche Frau an der Universität Halle das medizinische Staatsexamen ablegte, nachdem sie zuvor in Zürich studiert hatte. Sie arbeitete in München als Gynäkologin und Chirurgin.
Erste Militärchirurgin und Professorin für Chirurgie in Russland war Vera Gedroits (1870–1932). Sie erhielt ihre medizinische Ausbildung bei César Roux in der Schweiz, nachdem sie aus politischen Gründen dorthin gegangen war. Bei ihrer Rückkehr nach Russland im Jahr 1904 gab es nur rund drei Prozent weibliche Ärzte im Land. Sie war behandelnde Chirurgin in der Klinik einer Zementfabrik und sorgte für die Anschaffung eines Röntgengeräts und einer Physiotherapieausrüstung. Im Russisch-Japanischen Krieg war sie für das Rote Kreuz tätig und organisierte ein Feldhospital. Dabei entwickelte sie neue Techniken für Operationen im Bauchraum. 1917 kehrte sie als Ärztin an die Front zurück. Sie verfasste fast 60 wissenschaftliche Arbeiten, bevor sie durch politische Säuberungen ihre Stelle als Professorin verlor. Sie starb 1932 an Krebs.
Die erste Chirurgin Kanadas war Jennie Smillie Robertson (1878–1981). Sie schloss 1911 ihre Facharztausbildung am Philadelphia Women’s Medical College ab und führte eine Ovariektomie in einem Privathaushalt durch. Von 1912 bis 1942 hatte sie die Leitung der Gynäkologie am Women’s College Hospital, das sie mit aufgebaut hatte, inne und gründete zudem die Federation of Medical Women of Canada.

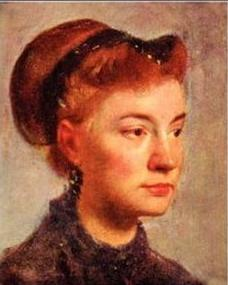
Maria Zakrzewska
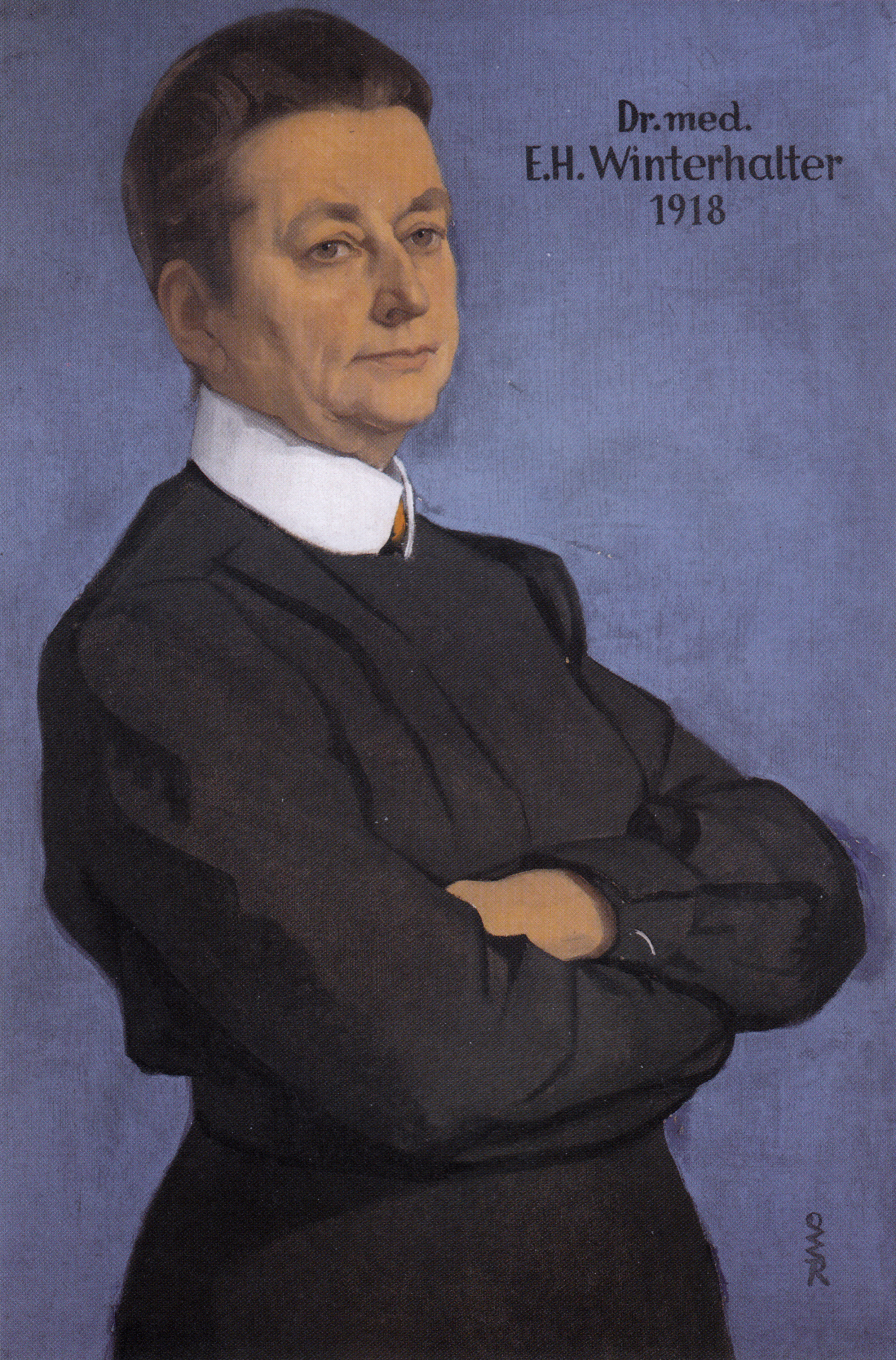
Elisabeth Winterhalter
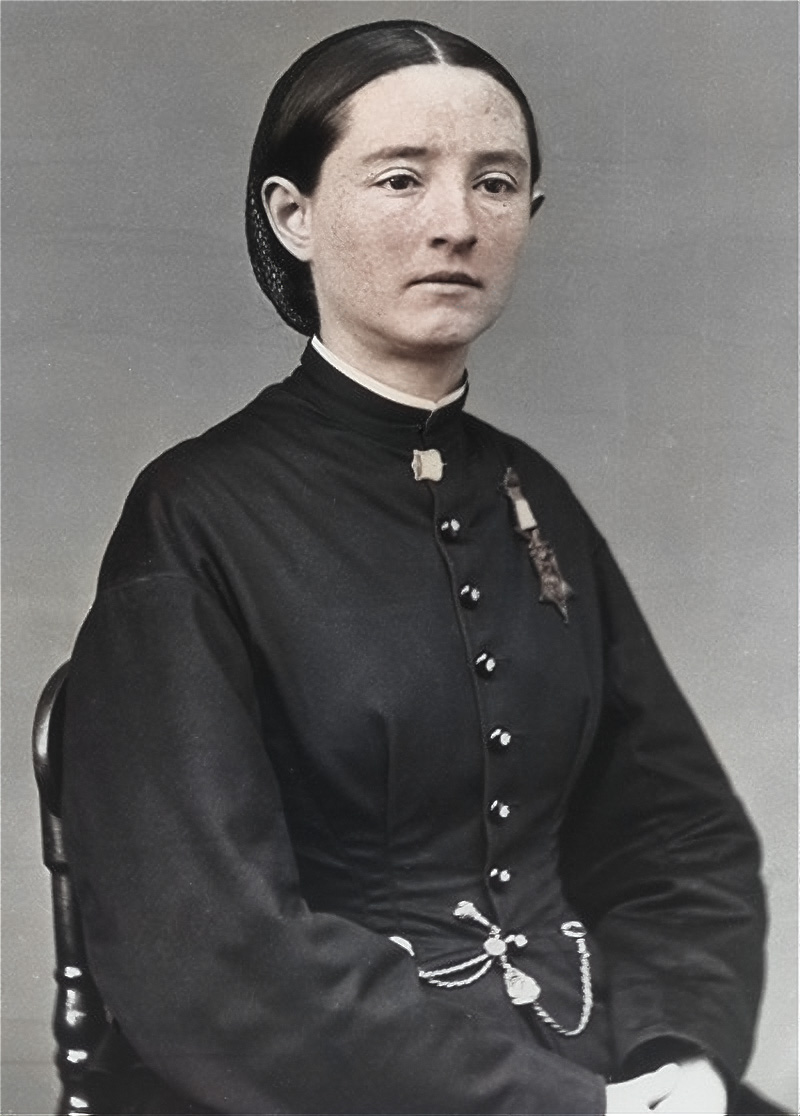
Mary Edwards Walker
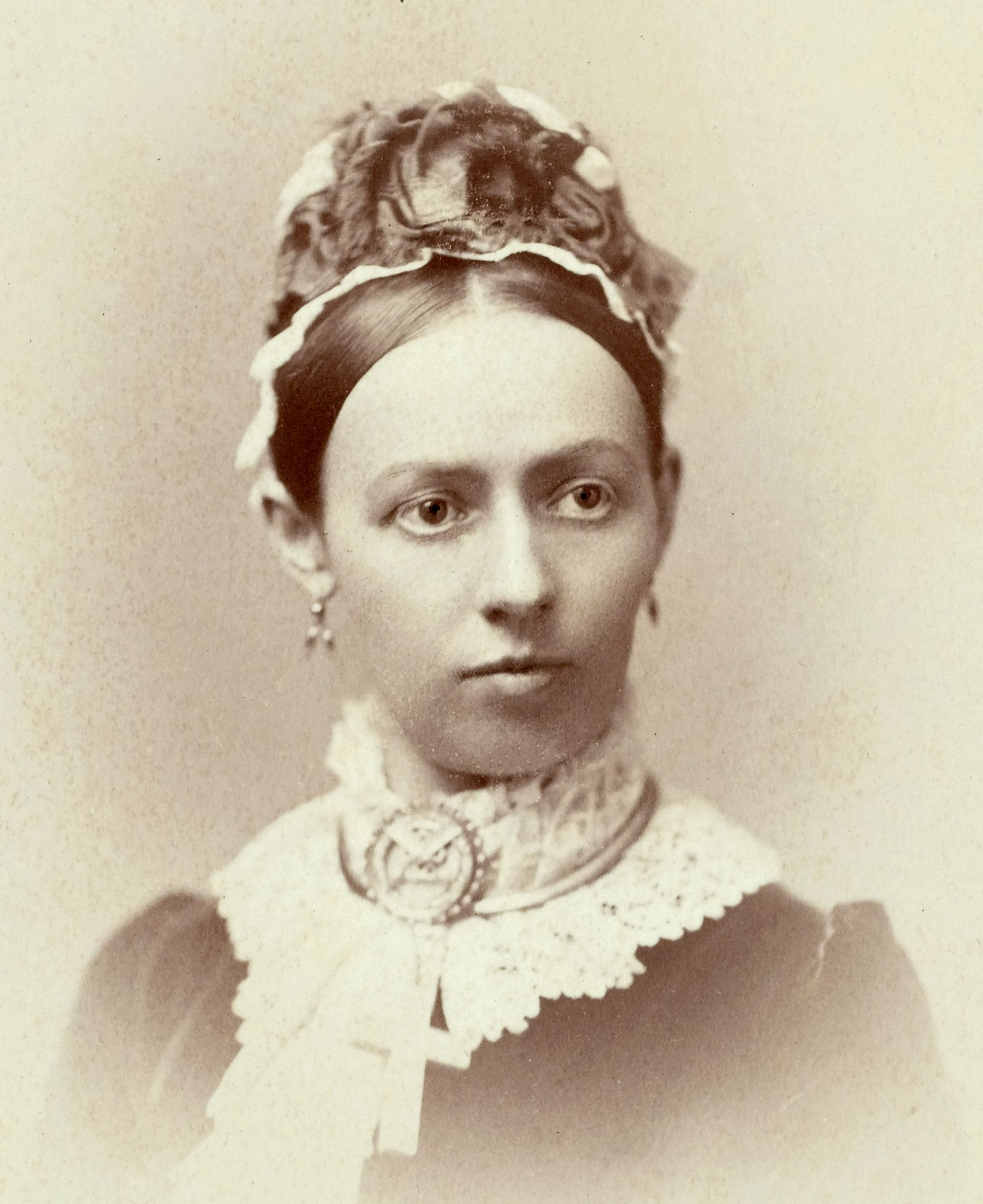
Mary Scharlieb
Franziska Tiburtius
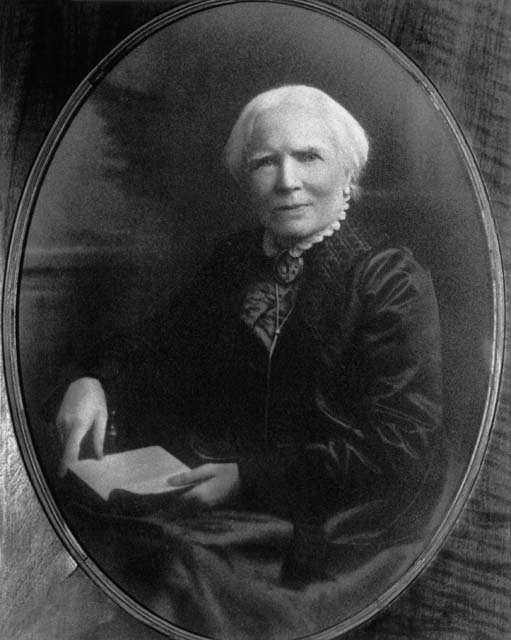
Elizabeth Blackwell
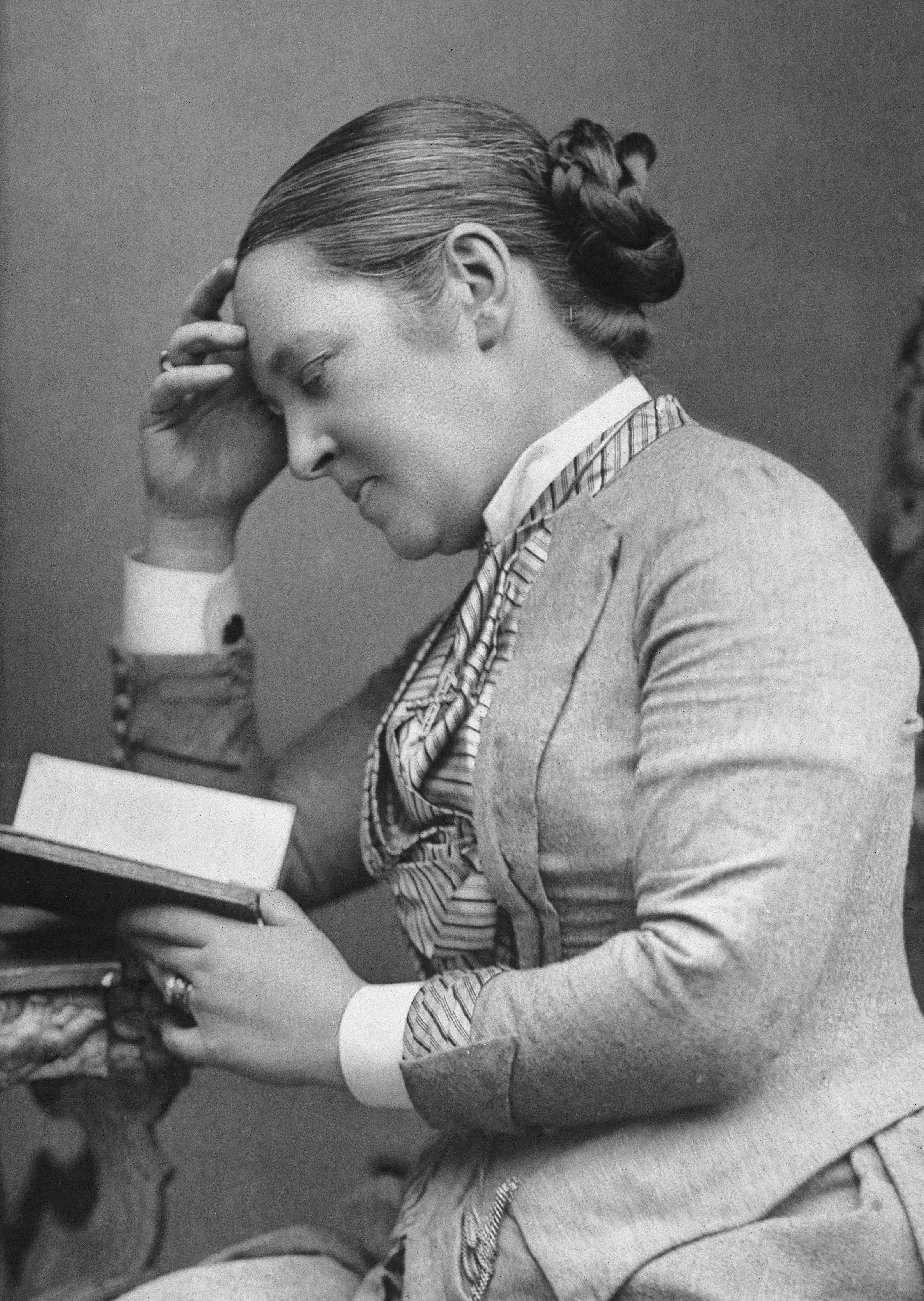
Elizabeth Garrett Anderson
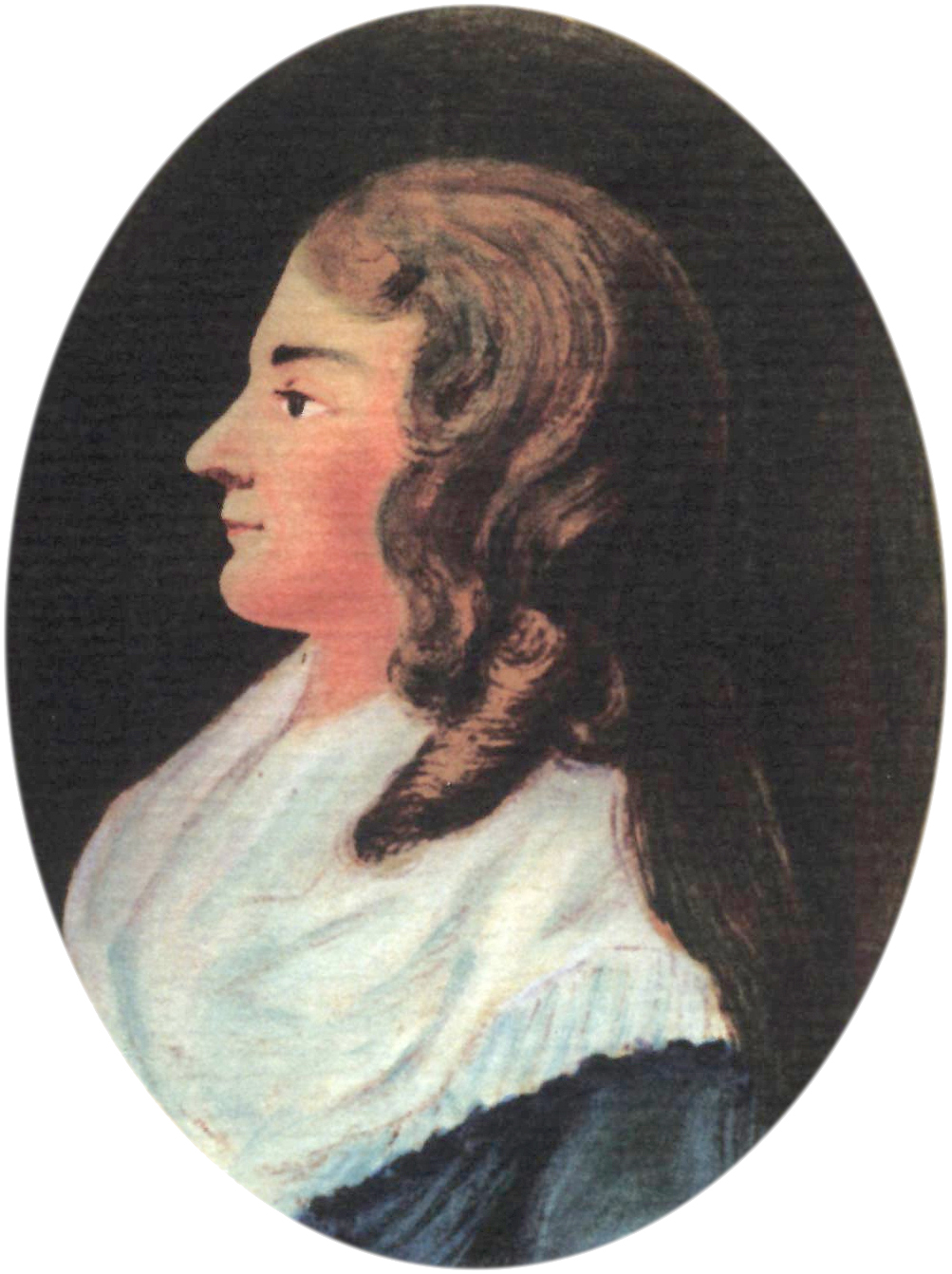
Dorothea Erxleben

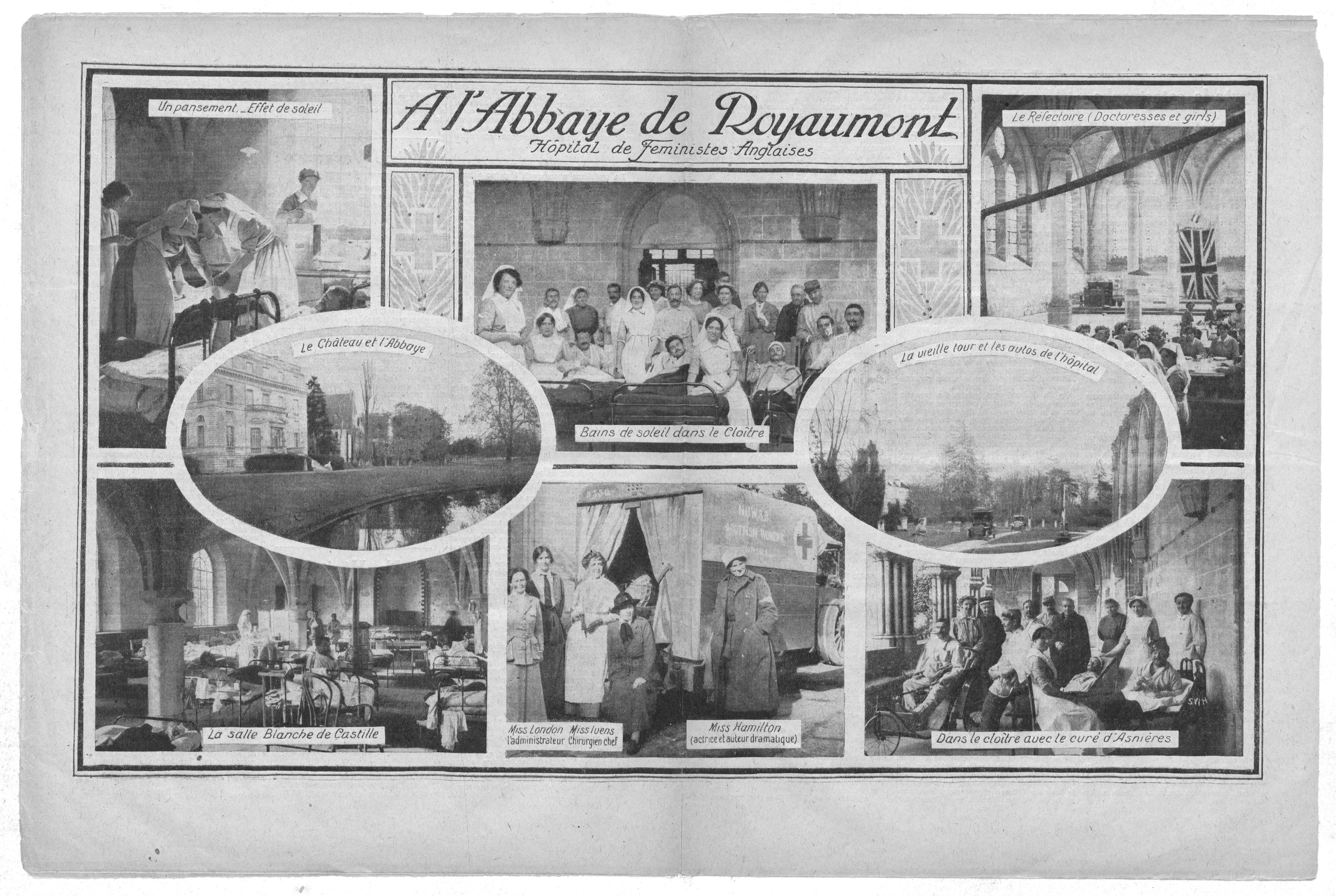
Scottish Women’s Hospital, Royaumont, 1916

Mit Ausbruch des Ersten Weltkriegs 1914 wuchs in England, Schottland und Frankreich der Bedarf an chirurgischer Versorgung, und Chirurginnen übernahmen mehr und mehr Aufgaben, die ihnen vorher verwehrt gewesen waren, wie Operationen an männlichen Patienten. Darüber hinaus stieg die Zahl der Medizinstudentinnen in den Kriegsjahren rapide an. 1918 war fast die Hälfte aller Medizinstudenten weiblich, während zuvor ihr Anteil 10 Prozent nicht überstieg. 1914 gründete und leitete Elsie Inglis die Scottish Women’s Hospitals for Foreign Services (SWH), die auch Chirurginnen umfasste, denen der Zutritt zum Royal Army Medical Corps verwehrt war. Bis zum Ende des Ersten Weltkriegs waren die SWH mit 14 Sanitätseinheiten an Fronten in verschiedenen europäischen Gebieten tätig, etwa in Korsika, Frankreich, Malta, Rumänien, Russland, Saloniki und Serbien.

An Operation at the Military Hospital, Endell Street - Dr L Garrett, Dr Flora Murray, Dr W Buckley (Gemälde, 1920)

Das Women’s Hospital Corps unter der medizinischen Leitung von Louisa Garrett Anderson und der Chirurgin Flora Murray unterhielt zunächst von September 1914 bis Januar 1915 zwei Militärkrankenhäuser in Frankreich und danach ab März 1915 bis Dezember 1919 das ausschließlich von Frauen betriebene Militärkrankenhaus Endell Street Military Hospital mit 573 Betten in London. Insgesamt wurden dort 26.000 Patienten, davon 24.000 Kriegsverwundete, versorgt und mehr als 7.000 Operationen durchgeführt. Zudem berichteten die zeitgenössischen Zeitungen vom Wirken der Ärztinnen im In- und Ausland, und der Ärztemangel führte zu einer erhöhten Akzeptanz in der Bevölkerung und den Krankenhäusern.
Infolgedessen ersetzten Ärztinnen die Stellen der an der Front stationierten Ärzte und übernahmen auch chirurgischen Positionen, die vor dem Krieg nur Männern vorbehalten gewesen waren. So operierten Chirurginnen wie etwa Louisa Aldrich-Blake am Royal Free Hospital sowohl männliche als auch weibliche Patienten. Dazu gehörten orthopädische Operationen, Kriegsverletzungen, Arbeitsunfälle bei der Munitionsarbeit oder die Entfernung von Schrapnellen.
Die orthopädische Chirurgin Maud Forrester-Brown (1885–1970), die während des Ersten Weltkriegs Erfahrungen mit Kriegsverletzungen im ganzen Land gesammelt hatte, beschrieb 1922 mit dem Arzt Harold Stiles ihre Operationen in einem Buch über die Behandlung von Verletzungen der peripheren Spinalnerven, zu dem sie eine eigene Studie über die Ergebnisse von Operationen bei Nervenverletzungen beitrug.
Ansehen als „eine der fähigsten Chirurginnen des Landes“ genoss Louise McIlroy, die 1921 auf eine Professur für Geburtshilfe und Gynäkologie an die University of London berufen wurde. Sie unterstützte die medizinische Ausbildung von Frauen und war davon überzeugt, dass Frauen viel für die Gesundheit von Frauen im Allgemeinen beizutragen hätten. Sie veröffentlichte zahlreiche Publikationen, oft mit Blick auf die Auswirkungen der Chirurgie auf soziale Belange.
Mit dem Zustrom von Studierenden an die medizinischen Fakultäten in den 1920er Jahren in Großbritannien nahm die Konkurrenz unter ihnen zu. Frauen wurde einerseits vorgeworfen, dass sie Chancen für Ehe und Mutterschaft verschenkten, wenn sie sich qualifizieren, andererseits wurde ein Mangel an Medizinern beklagt. Die Chirurgin Maud Chadburn (1868–1957) schloss im Oktober 1923 ihre Rede als Präsidentin der London Association of the Medical Women’s Federation mit der Feststellung: „Wir werden immer kritisiert werden, als Ärztinnen und als Frauen.“
In Großbritannien bestanden während des Zweiten Weltkriegs nur begrenzte Möglichkeiten für Ärztinnen, Soldaten und Zivilisten im Ausland zu behandeln, da die Armee, im Gegensatz zum Ersten Weltkrieg, einen weitaus effizienteren medizinischen Dienst betrieb und rein weibliche medizinische Einheiten wie das Women’s Hospital Corps und das Scottish Women’s Hospital nicht wieder aufgebaut wurden. Erst 1941 wurden mehr Ärztinnen in den Auslandseinsatz geschickt, die sich allerdings hauptsächlich um kleinere Beschwerden des Verwaltungspersonals kümmerten und nicht in Frontnähe stationiert wurden.
1932 gab es im Deutschen Reich 3405 Ärztinnen aller Fachrichtungen, mehr als die Hälfte lebte in Großstädten. Die Zahl sank in der Zeit des Nationalsozialismus zum Ende des Jahres 1933 auf 3376. Danach stieg sie erneut auf 3675 im Jahr 1935 an. Der Rückgang im Jahr 1933 lässt sich auch auf die Maßnahmen gegen jüdische Ärzte und Ärztinnen sowie weibliche Ärzte generell zurückführen. Im Deutschen Reich vor 1933 gab es 572 jüdische Ärztinnen, das entspricht 8,8 Prozent aller jüdischen Ärzte. Von diesen lebten in Berlin 276. Im Reichsmedizinalkalender 1938 werden vor der Entziehung der Approbation durch die Nationalsozialisten noch etwa 150 geführt. In der Fachzeitschrift Die Ärztin wird 1935 von etwa 300 Ärztinnen gesprochen, denen aufgrund des „Arierparagraphen“ die Kassenzulassung entzogen worden war. 2019 veröffentlichte die Deutsche Gesellschaft für Chirurgie den zweiten Band ihrer Publikation Deutsche Gesellschaft für Chirurgie 1933–1945, in der 312 ihrer Mitglieder gedacht wird, die in der NS-Zeit verfolgt wurden; sechs von ihnen waren Frauen. Dazu gehörte Marga Wolf (1880–1944), die eine Praxis als Allgemeinpraktikerin, Chirurgin und Geburtshelferin sowie Ärztin für Frauen- und Kinderkrankheiten führte und in das Ghetto Theresienstadt deportiert wurde, Else Levy, deren Schicksal nach dem Verrat ihres Verstecks im November 1942 unbekannt blieb, oder Gertrud Mosberg, die aus den Niederlanden verschleppt wurde und im KZ Ravensbrück starb. Am Haus der Chirurgie in Berlin wird an die jüdischen Ärzte und Ärztinnen mit einem Denkmal gedacht.
Der Anteil von Ärztinnen im Deutschen Reich verdoppelte sich bis 1942 auf 12,7 Prozent aller Ärzte, was dadurch zustande kam, dass viele Ärzte während des Zweiten Weltkriegs an der Front tätig waren und es einen zunehmenden Bedarf an Ärzten und Ärztinnen in der zivilen Gesellschaft gab.

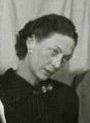
Myra Adele Logan
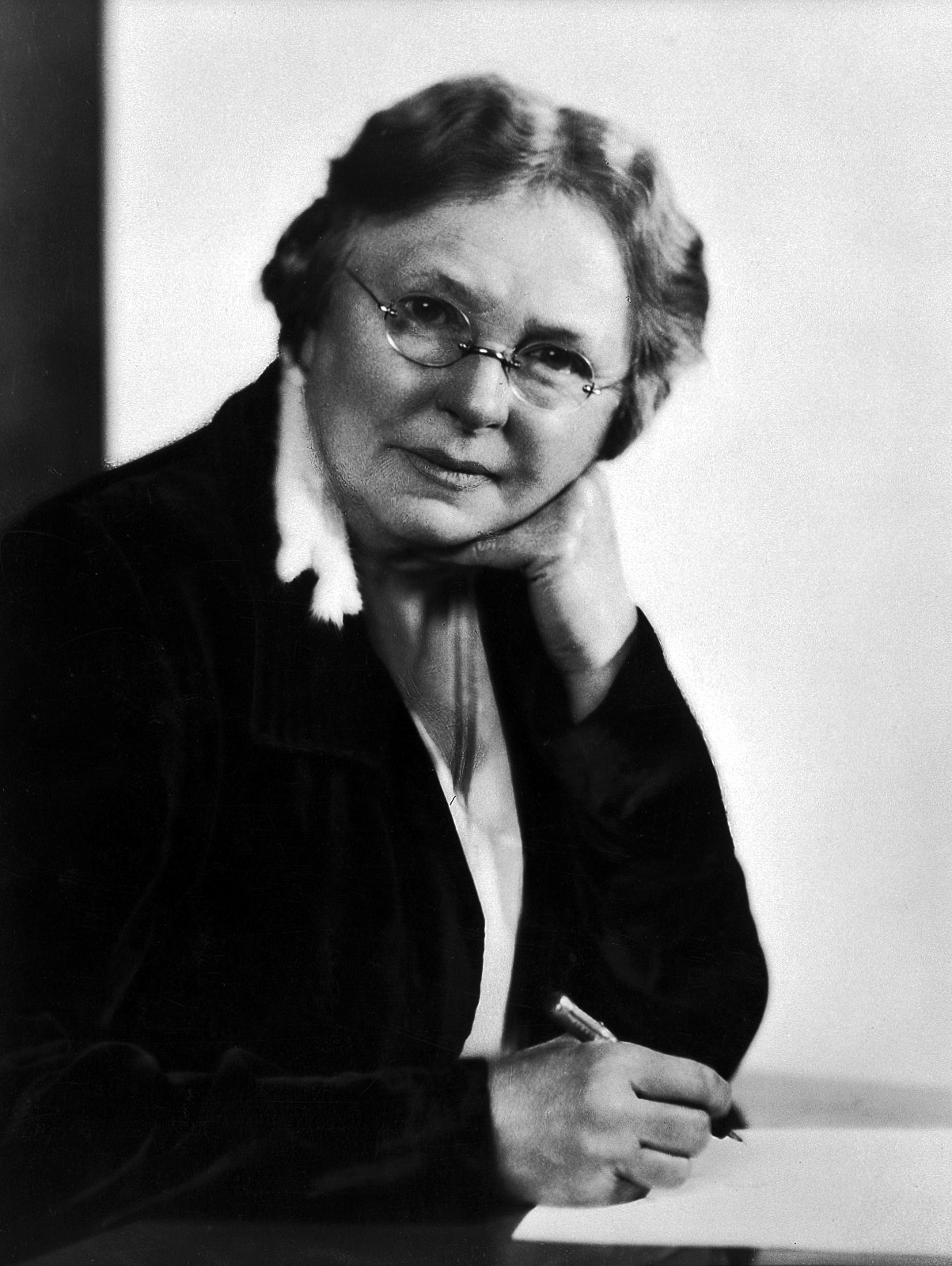
Maud Chadburn
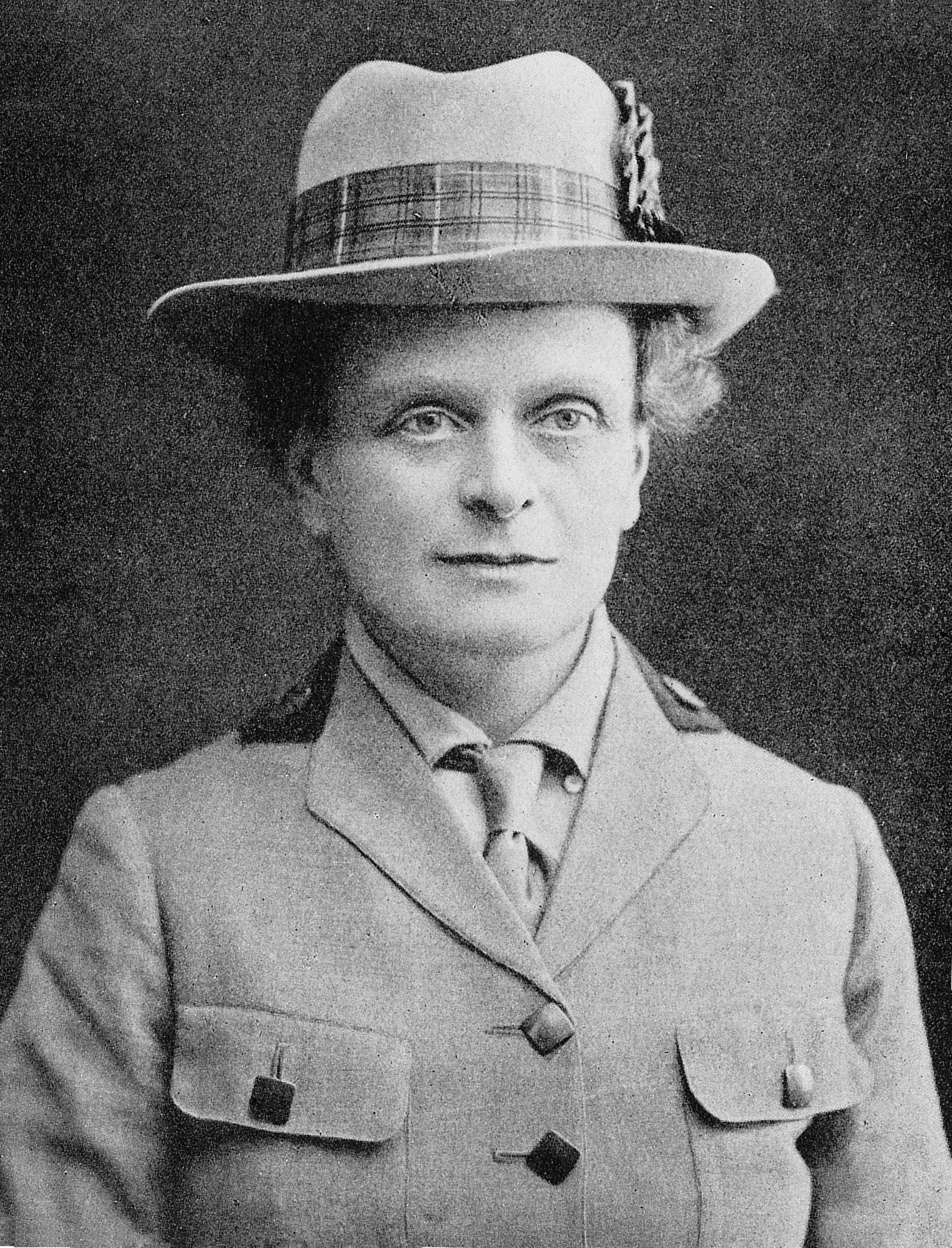
Elsie Inglis
Louise McIlroy
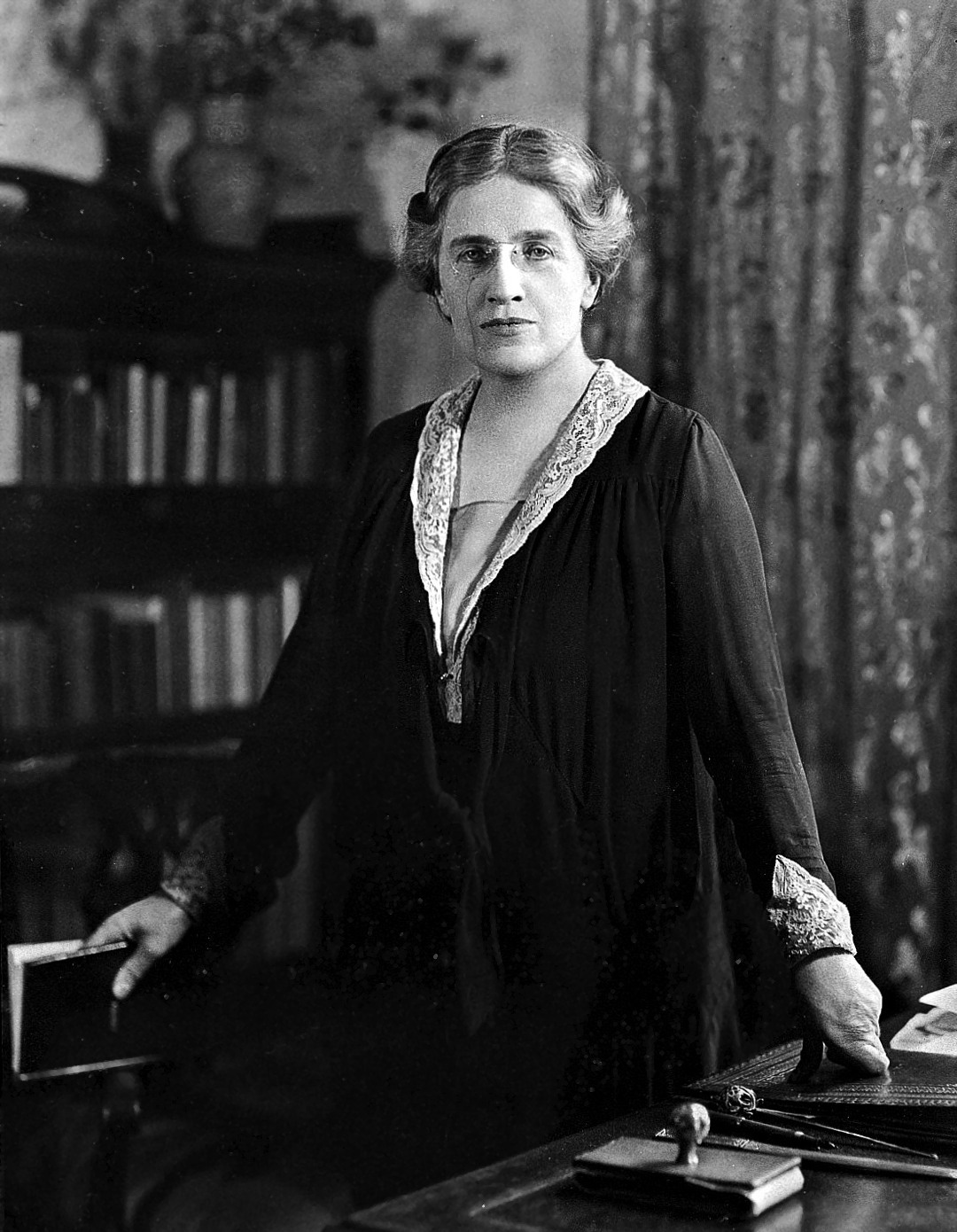
Louisa Martindale
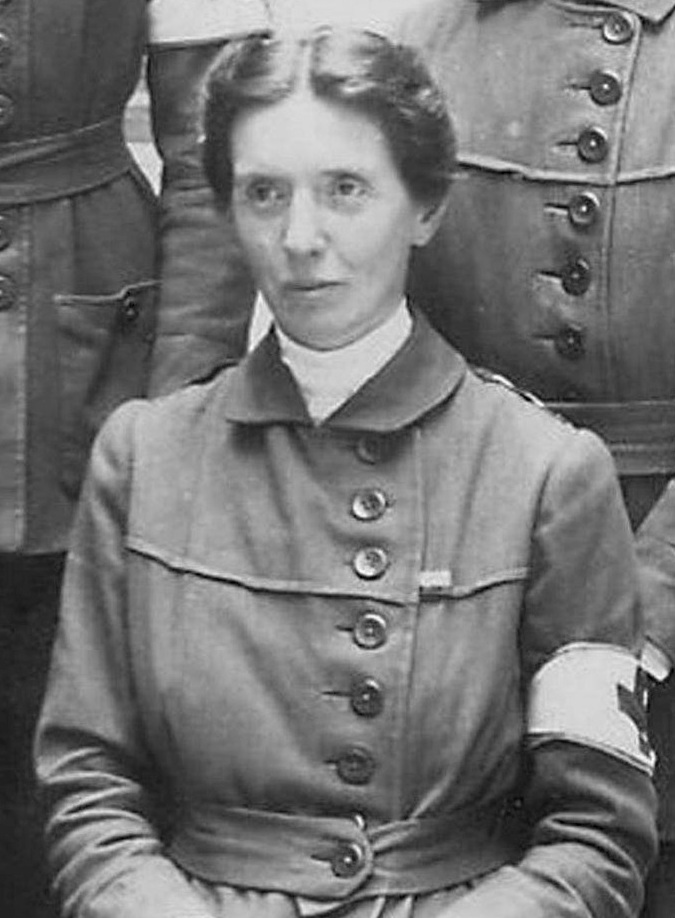
Flora Murray
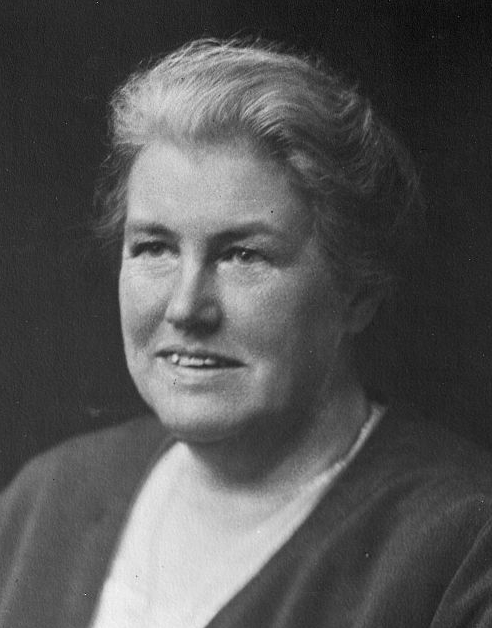
Louisa Aldrich-Blake

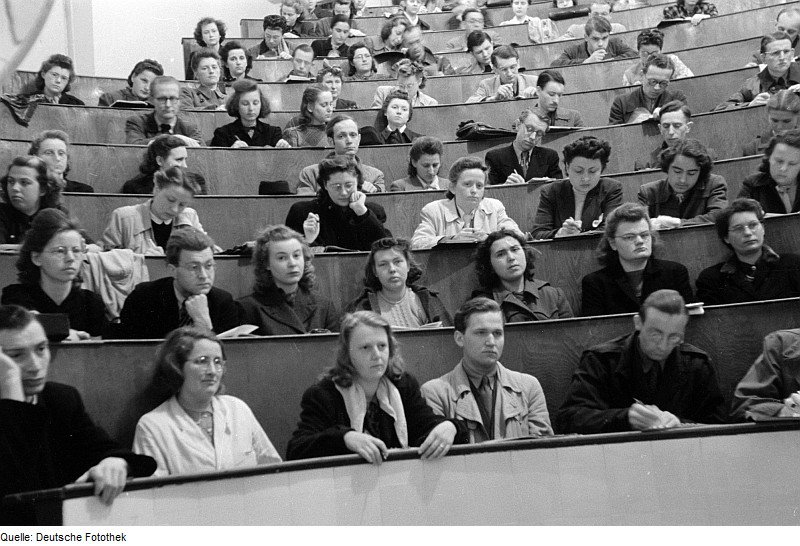
Vorlesung im Fach Chirurgie an der Freien Universität Berlin, 1947

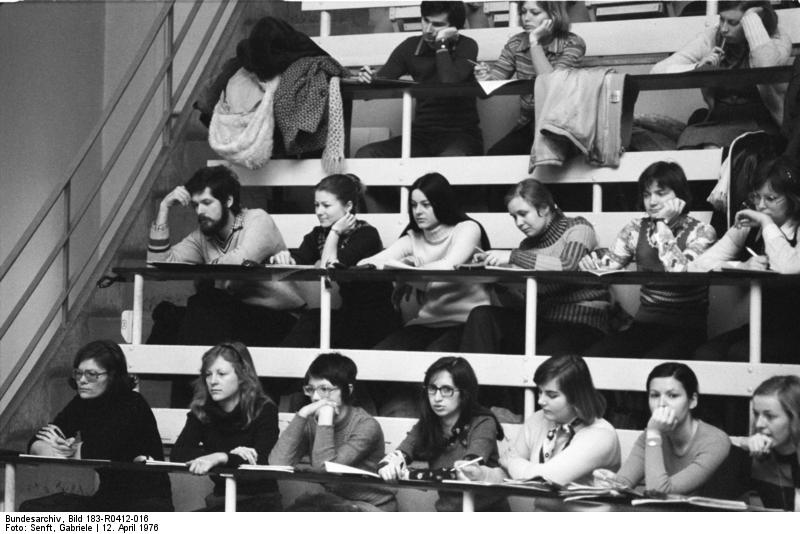
Vorlesung im Fach Chirurgie an der Charité, 1976

Bestrebungen in Deutschland, nach dem Ende des Krieges das Frauenstudium der Medizin wieder zurückzudrängen oder Ärztinnen die Approbation zu entziehen, wenn ihr Mann ein gutes Einkommen hatte, wurden durch die Besatzungsmächte im Sinne der Gleichberechtigung von Frauen und Männern nicht zugelassen, und so stieg der Anteil der Studentinnen der Medizin weiter kontinuierlich an.
Mit Charlotte Mahler (1894–1973), die von 1947 bis 1964 Chefärztin der Chirurgischen Abteilung des Bürgerhospitals Frankfurt am Main war, bekamen viele Chirurginnen ein modernes Vorbild. Sie verfasste zudem gemeinsam mit Victor Schmieden zwei Kapitel im Werk Chirurgische Operationslehre, das in mehreren Auflagen erschienen ist.
Als modernes Vorbild gilt auch die britische Chirurgin Louisa Martindale (1872–1967), die nicht nur Ärztin, sondern auch Schriftstellerin und Richterin sowie als Gefängniskommissarin und Mitglied des National Council of Women tätig war. Sie hatte im Ersten Weltkrieg als Chirurgin in Frankreich gearbeitet, führte während des Zweiten Weltkriegs ihre Londoner Praxis weiter und operierte in zwei Hospitälern und sie förderte durch ihre Schriften die Medizin als Beruf für Frauen.
Die afroamerikanische Chirurgin Myra Adele Logan (1908–1977) führte 1943 als erste Frau einen chirurgischen Eingriff am offenen Herzen durch, damals der neunte seiner Art weltweit. In der Folge widmete sie sich der Herzchirurgie bei Kindern. Nachdem sie 1951 als erste Afroamerikanerin zum Fellow des American College of Surgeons gewählt wurde, forschte sie zu Behandlungsverfahren bei Brustkrebs, was zur Entwicklung präziserer Röntgenverfahren führte. Die amerikanische Thoraxchirurgin Nina Starr Braunwald entwickelte den ersten künstlichen Mitralklappenersatz für menschliche Herzklappen und leitete 1960 das Team, das ihn erstmals implantierte.
Martha Friedl-Meyer (1891–1962) war eine Schweizer Chirurgin und damals die einzige chirurgische Chefärztin der Schweiz. Von 1945 bis 1961 war sie Chefärztin der Schweizerischen Pflegerinnenschule mit Frauenspital in Zürich. Ihr folgte Marie Lüscher (1912–1991) auf den Posten nach.
Die deutsche Chirurgin Ilse Krause (1917–1984) war die erste Kinderchirurgin im geteilten Deutschland. Ihre Tätigkeit als notdienst-kriegsverpflichtete Ärztin begann während des Zweiten Weltkrieges im Krankenhaus von Finsterwalde und den Krankenhäusern in Luckau und Luckenwalde. Von 1952 bis 1956 war sie Oberärztin der Chirurgischen Klinik des Berliner Städtischen Krankenhauses im Friedrichshain. 1956 gründete sie die Kinderchirurgische Klinik der Heilanstalten in Berlin-Buch. Als erste Kinderchirurgin hielt sie Vorlesungen über Kinderchirurgie an der Medizinischen Fakultät Charité der Humboldt-Universität.
In Deutschland wurde Ursula Schmidt-Tintemann (1924–2017) 1956 Fachärztin für Chirurgie und baute ab 1958 im Klinikum rechts der Isar eine eigenständige Abteilung für Plastische Chirurgie auf. Ihre Habilitation erlangte sie 1969 und war ab 1975 bis zu ihrer Emeritierung im Jahr 1984 Professorin an der Technischen Universität München.
Die Russin Alla Iljinitschna Ljowuschkina (1927–2020) studierte an der Moskauer Medizinischen Akademie Medizin und arbeitete ab 1951 als Chirurgin langjährig in Sibirien. Zu ihren Lebzeiten war sie die älteste Fachärztin Russlands und galt als die älteste praktizierende Chirurgin der Welt.
Die polnische Transplantationschirurgin und Wissenschaftlerin Maria Siemionow (* 1950) leitete 2008 ein Ärzteteam, das in einer 22-Stunden-Operation die erste Gesichtstransplantation in den Vereinigten Staaten durchführte, in der 80 Prozent des Gesichts transplantiert wurden. 2014 wurde sie zur Professorin für Orthopädie und Direktorin für Mikrochirurgieforschung an der University of Illinois at Chicago ernannt.

## Gegenwärtige Situation

### In Deutschland, der Schweiz und in Österreich
Nachdem das Frauenstudium in Deutschland erst ab Beginn des 20. Jahrhunderts möglich wurde, waren im Jahr 2000 über 50 Prozent der Medizinstudierenden Frauen. 2021, rund 120 Jahre nach der Zulassung von Frauen zum Medizinstudium 1899, waren es mehr als zwei Drittel, und der Anteil der Frauen im Arztberuf überstieg den der Männer. Dem gegenüber liegt der Anteil von Frauen in Leitungsfunktionen unter dem der Männer. Für das Jahr 2022 legte der Deutsche Ärztinnenbund im Anschluss an zwei Dokumentationen aus den Jahren 2016 und 2019 unter dem Titel Medical Women on Top das Update 2022 vor. Während es 2019 zwischenzeitlich keine einzige Dekanin als Entscheidungsträgerin der Fakultät (Besetzung von Berufungskommissionen, Berufungen in Führungspositionen usw.) gab, hatten 2022 sieben Frauen dieses Amt inne. Die Zahl weiblicher Führungskräfte (Klinikdirektorinnen) habe sich von 2019 zu 2022 nicht verändert, der prozentuale Anteil an Oberärztinnen aller Fachrichtungen habe sich von 31 im Jahr 2016 auf 37 Prozent im Jahr 2022 erhöht. Dieser Anstieg betraf fast alle untersuchten Fächer und war besonders deutlich in der Urologie, Chirurgie und Neurologie.
In der Chirurgie sind Frauen in Deutschland bislang zahlenmäßig nicht gleichberechtigt vertreten, auch wenn ihr Anteil kontinuierlich zunimmt. Im Jahr 2000 lag der Frauenanteil von in der Chirurgie tätigen Ärzten bei etwa 14 Prozent, 2010 bei etwa 18,4 Prozent, im Jahr 2021 bei 22,8 Prozent und 2023 waren es knapp 24 Prozent. In der Chirurgie waren 2008 aber nur 3,2 Prozent der Chefarztstellen mit Frauen besetzt, 2017 waren es 5,4 Prozent. 2019 betrug der Frauenanteil n deutschen Universitätskliniken in Führungspositionen (Lehrstuhl, Klinikdirektion, unabhängige Abteilungsleitung) in der Chirurgie fünf Prozent und in der Neurochirurgie 11 Prozent.
Mit Doris Henne-Bruns wurde 2001 zur Direktorin der Klinik für Allgemein- und Viszeralchirurgie am Universitätsklinikum Ulm die bis dahin erste Lehrstuhlinhaberin des Faches in Deutschland berufen. 2009 schrieb sie, dass neben der Arbeitsbelastung, der unregelmäßigen Arbeitszeit, den Problemen bei der Vereinbarkeit von Beruf und Familie vor allem die Kommunikationsstile, der ‚old boys club‘ und die starre Hierarchie der Chirurgen wesentliche Gründe für Ärztinnen seien, sich nicht für eine chirurgische Weiterbildung zu entscheiden. Hinzu kämen fehlende langfristige Karrierechancen durch die Benachteiligung weiblicher Kandidaten infolge der Dominanz der männlichen Entscheidungsträger in Auswahl- und Berufungsgremien.  2014 konstatierte auch die Professorin für Interkulturelle Kompetenzen und Diversity Management an der HSPV NRW Bettina Franzke zusammen mit Vivian Jäger, dass Medizinstudentinnen sich in der fachärztlichen Weiterbildung trotz großen Interesses an der Chirurgie meist für eine andere Fachrichtung entschieden. Einer der Gründe sei, dass Frauen Vereinbarkeit von Familie und Beruf hoch gewichten und die Rahmen- und Arbeitsbedingungen als damit unvereinbar einschätzten. Laut Zeit Online sei die Chirurgie in ihren Führungspositionen so männlich wie kein anderes klinisches Fach, das untersucht wurde.
In Deutschland stünden Frauen in der Chirurgie in ihrem beruflichen Alltag vor Schwierigkeiten, die über die allfälligen Anforderungen des Fachs hinausgingen. Weil die Chirurgie häufig als „Männerdomäne“ gelte, würden Chirurginnen nicht selten belächelt, hätten chauvinistische Sprüche und scheinbar gut gemeintes Mitleid hinzunehmen und auch Mobbing sei keine Seltenheit. Das Fernsehmagazin Report Mainz berichtete im März 2024 über Mobbing, Diskriminierung und systematische Benachteiligung von Ärztinnen an deutschen Kliniken trotz eines Benachteiligungsverbots. Nach Bekanntgabe einer Schwangerschaft sind insbesondere Chirurginnen betroffen, da sie vielfach vor Einschränkungen der Tätigkeit oder einem sofortigen Beschäftigungsverbot stünden. Geeignete Maßnahmen, um einem Karriereknick durch Einschränkungen bei der Weiterbildung zur Fachärztin vorzubeugen und Schwangere im Beruf zu halten, wie etwa durch Umgestaltung des Arbeitsplatzes und Anpassung der Tätigkeiten, würden zu wenig umgesetzt. Deshalb wurde vom Jungen Forum, einem Ausschuss der Deutschen Gesellschaft für Orthopädie und Unfallchirurgie (DGOU), unter juristischer Beratung ein 25-seitiges Positionspapier Operieren in der Schwangerschaft (OPidS) vorgelegt. Der deutsche Verband Die Chirurginnen wurde 2021 gegründet, die schweizerischen Women in Surgery Switzerland (WiSS) 2023.
2021/22 waren in der Schweiz 61 Prozent der Medizinstudierenden Frauen, und 2023 waren 45 Prozent aller Ärzte weiblich. Der Anteil an Frauen in Führungspositionen war, ebenso wie in Deutschland, gering. Gemäß den FMH-Zahlen von 2021 lag der Frauenanteil in allen chirurgischen Fachgebieten bei 27 Prozent. In der Plastischen Chirurgie und der Kinderchirurgie war der Prozentsatz an Frauen etwas höher, dafür aber in anderen Fächern deutlich niedriger, so in der Orthopädischen Chirurgie bei elf Prozent, in der Thoraxchirurgie bei neun Prozent sowie der Mund-, Kiefer- und Gesichtschirurgie bei acht Prozent. Der Anteil von Frauen als leitende Ärzte in der Chirurgie lag bei 15 Prozent, bei den Chefärztinnen bei vier Prozent.
Anlässlich des 63. Österreichischen Chirurgenkongresses im Jahre 2022 in Graz war das Thema „Frauen in der Chirurgie“ erstmals ein eigener Programmpunkt. Um die Jahrtausendwende waren rund zwölf Prozent der Chirurgen in Österreich weiblich, seitdem stieg der Anteil „stetig“, so dass von einer „ehemaligen Männerdomäne“ die Rede war. 2019 traten erstmals gleich viele Frauen wie Männer zu den Fachprüfungen an, berichtete Martina Lemmerer, Mitglied der Prüfungskommission. Trotz dieser Parität bei den Prüfungen sind Chirurginnen als Vorgesetzte in der Hierarchie weiterhin selten. Um solche Positionen zu erreichen, brauche es ein „dickes Fell“, wie Hildegunde Piza-Katzer, die Doyenne der Plastischen Chirurgie, erste entsprechende Ordinaria im deutschsprachigen Raum und Haupt-Operateurin der ersten erfolgreichen Hand-Transplantation in Österreich, es beschreibt: „Ich bin nicht leicht zu beleidigen und ich habe mich schon auch gewehrt.“
Ein spezielles Frauenförderprogramm sieht Piza-Katzer wie Kolleginnen skeptisch, da dies das Lagerdenken zwischen Männer und Frauen fördere. Es sei aber gut, Frauen wie Männer in einer Abteilung zu beschäftigen: Frauen operierten im Durchschnitt gesehen sorgfältiger, so die Erfahrung von Freyja-Maria Smolle-Jüttner, Leiterin der Abteilung für Thorax- und hyperbare Chirurgie am LKH-Universitätsklinikum Graz, seien aber weniger beherzt als Männer darin, Neues auszuprobieren.

### USA
Im Jahr 1980 lag in den Vereinigten Staaten der Anteil von weiblichen Assistenzärzten in der Chirurgie, einschließlich derjenigen in der Geburtshilfe und Gynäkologie, bei etwa zwei Prozent, im Jahr 2001 stieg die Zahl auf 14 Prozent. 2021 stellten Frauen lediglich sechs Prozent der orthopädischen Chirurgen, acht Prozent der interventionellen Kardiologen, zehn Prozent der Urologen, 17 Prozent der plastischen Chirurgen und 18 Prozent der HNO-Ärzte. Neben den Problemen, die Frauen in der Schwangerschaft haben, oder durch einen zwangsweise zurückgestellten Kinderwunsch während der Ausbildung kommt eine Studie zu dem Ergebnis, dass Frauen sich eher für die Chirurgie entscheiden würden, wenn es mehr chirurgische Lehrkräfte und Assistenzärzte gleichen Geschlechts gäbe.

### China
Auch im heutigen China gibt es im Bereich der Chirurgie einen unverhältnismäßig geringen Anteil von Frauen. Im Jahr 2019 veröffentlichte das Chinese College of Surgeons den Untersuchungsbericht über den Praxisstatus chinesischer Chirurginnen, wonach die Frauen in der Chirurgie lediglich 6,04 Prozent aller Operateure ausmachten, wohingegen Chirurginnen in der Augenheilkunde und in der Plastischen Chirurgie bis zu 30 Prozent in ihrem jeweiligen Fachgebiet ausmachten. Auffällig war demnach ebenso, dass alle Vorsitzenden der Fachausschüsse in der Chinese Medical Doctor Association (CMDA) männlich waren, und in den meisten Ausschüssen der Anteil der weiblichen Mitglieder durchweg unter 10 Prozent lag. Dieses Ungleichgewicht zeigt, dass das weltweit verbreitete Problem der geringen Beteiligung von Frauen im Bereich der Chirurgie auch in China besteht.

### Situation weltweit
Weniger als ein Drittel der Chirurgen weltweit sind weiblich. Laut der Lancet Commission for Global Surgery entsprechen 20 Chirurgen pro 100.000 Einwohner einer angemessenen chirurgischen Versorgung. In vielen Ländern, in denen Frauen in der Chirurgie unterrepräsentiert sind, wird diese Zahl nicht erreicht. 2020 wurden 139 Studien aus 26 Ländern ausgewertet: Von den akzeptierten Studien schlossen 132 (95 Prozent) Populationen aus Ländern mit hohem Einkommen (HIC – High Income Countries) ein, und 125 (90 Prozent) untersuchten Populationen aus den oberen 50 Prozent der Länder mit GGGI-Ranking.
Es stellte sich heraus, dass Ländereinkommen und GGGI-Rang nicht zwingend einen Einfluss auf eine Geschlechtergerechtigkeit in der Chirurgie haben. Chirurginnen in HIC-Ländern mit niedrigem GGGI-Wert (Japan) werden durch familiäre Umstände eingeschränkt, während Chirurginnen in Ländern mit niedrigem Einkommen, aber hohem GGGI-Wert (Ruanda) durch kulturelle Einstellungen zur weiblichen Ausbildung behindert werden. In allen Gruppen wurde das Fehlen von Mentoren als Hindernis angesehen. Studien aus den Schwellenländern zeigen, dass die Schaffung einer „kritischen Masse“ von Frauen in der Chirurgie weibliche Studenten dazu ermutigt, in die Chirurgie zu gehen. Dort werden auch die Fähigkeiten der Auszubildenden als gleichwertig zwischen den Geschlechtern eingestuft.
Dennoch werden Frauen in den hoch entwickelten Ländern teilweise von ihren männlichen Kollegen diskriminiert und sind durch Schwangerschaft und Kinderbetreuung belastet. Die Fähigkeiten von Chirurginnen werden in Ländern mit niedrigem Einkommen als geringer eingeschätzt, aber mehr Unterstützung bei der Kindererziehung führe dazu, dass Frauen aus diesen Ländern während ihrer Ausbildung in jüngeren Jahren Kinder bekommen würden als Nordamerikanerinnen und Europäerinnen.
Neben den strategischen Angeboten zur Förderung der Berufstätigkeit von Chirurginnen sollten laut der Untersuchung von Xepoleas et al. aus dem Jahr 2023 Ressourcen darauf verwendet werden, die Lücke in Forschung und bei den Veröffentlichungen von Chirurginnen zu schließen: Jungen Frauen, die Chirurgin werden wollen, sollten gleiche Chancen und Stipendien zur Verfügung gestellt werden, insbesondere solchen aus Ländern mit niedrigem Einkommen. Chirurginnen, Assistenzärztinnen und angehende Chirurginnen sollten ermutigt und unterstützt werden, sich in chirurgischen Frauengesellschaften und Berufsverbänden zu engagieren, da dies zu einem unterstützenden Umfeld für Frauen in der Chirurgie beitragen und Möglichkeiten zum Networking, Mentoring und berufliche Entwicklung bieten kann.
Die Erkenntnis, dass die Förderung von Frauen in der Chirurgie etwa durch Networking unterstützt wird, führte weltweit zur Gründung von entsprechenden nationalen und internationalen Berufsverbänden. Mehrere chirurgische Gesellschaften entwickelten Maßnahmen, um die Rekrutierung und Bindung von Chirurginnen zu erhöhen. 1981 begann, initiiert durch die Allgemeinchirurgin und 92. Präsidentin des American College of Surgeons, Patricia J. Numann, der Aufbau der Association of Women Surgeons (AWS) in den Vereinigten Staaten, die mittlerweile 3700 Mitglieder aller Geschlechter in mehr als 40 Ländern hat.
Im Vereinigten Königreich hat sich der Frauenanteil in der Chirurgie seit 1991 dank des Engagements von Women in Surgery (WinS) erhöht. Verbände weltweit wie das Royal Australasian College of Surgeons (RACS) und Women in Surgery Africa (WISA, in 14 afrikanischen Ländern) haben sich in den letzten Jahren bemüht, die Ungleichheit zwischen den Geschlechtern in der Chirurgie zu verringern. Weitere Verbände sind: Japan Association of Women Surgeons (seit 2007), Women in Surgery in Australien und Neuseeland (seit 2011), Women in Surgery Italia (seit 2015), Women Surgeons Kuwait (seit 2018) und Women Association Surgeons Pakistan (seit 2019).
Organisationen wie die Gender Equity Initiative in Global Surgery haben sich zum Ziel gesetzt, geschlechtsspezifische Ungleichheiten in Ländern mit niedrigem und mittlerem Einkommen durch Forschung, Lobbyarbeit und Mentoring zu beseitigen, um bis 2030 weltweit Geschlechtergerechtigkeit in der Chirurgie zu erreichen.

## Postoperative Ergebnisse im Geschlechtervergleich
2023 wurden zwei Studien veröffentlicht, bei denen untersucht wurde, ob das Geschlecht des operierenden Chirurgen eine Rolle für das postoperative Behandlungsergebnis (outcome) spielt: Eine als Beobachtungsstudie angelegte Kohortenstudie von rund einer Million Patienten aus Kanada suchte nach einem Zusammenhang zwischen dem Geschlecht der Chirurgen und langfristigen postoperativen Ergebnissen. Zusammenfassend ließen die Ergebnisse darauf schließen, dass Patienten, die von einer Chirurgin operiert wurden, ein im Vergleich mit von männlichen Operateuren operierten Patienten geringeres Risiko hatten, eine schwerwiegende medizinische Komplikation zu erleiden, erneut ins Krankenhaus eingeliefert zu werden oder zu sterben. Dieser Zusammenhang sei in nahezu allen Untergruppen festgestellt worden, die nach Merkmalen des Operationsverfahrens und nach Patienten-, Chirurgen-, Anästhesisten- und Krankenhausmerkmalen definiert waren.
Eine zweite Forschergruppe in Schweden untersuchte in ihrer Kohortenstudie mit gleicher Fragestellung die postoperativen Ergebnisse nach Gallenblasenentfernungen bei gut 100.000 Patienten. Es fanden sich deutliche Unterschiede: So operierten weibliche Chirurgen langsamer als ihre männlichen Kollegen und häufiger laparoskopisch, also minimalinvasiv. Jenseits der Akutversorgung kam es seltener zu chirurgischen Komplikationen, und die Patienten hatten kürzere Krankenhausaufenthalte. Bei insgesamt signifikant mehr Gesamtkomplikationen männlicher Operateure fand sich kein Unterschied in der 30-Tage-Mortalität.
Mit den Gründen für diese Unterschiede befasste sich die Wissenschaftsjournalistin Christina Berndt in einem Kommentar in der Süddeutschen Zeitung. Dabei bezog sie sich auf eine frühere Veröffentlichung in der Zeitschrift JAMA Surgery, die zu dem Ergebnis kam, dass insbesondere eine Frau ein um 15 Prozent höheres Operationsrisiko hätte, wenn sie „von einem Chirurgen statt einer Chirurgin operiert“ werde. Laut dem schwedischen Forscherteam halten sich Chirurginnen stärker an Leitlinien, pflegen eine mehr auf die Patienten ausgerichtete Kommunikation und bemühen sich mehr um eine gute Zusammenarbeit mit dem Operationsteam.